# 1989 (Taylor’s Version)
A 1989 (Taylor’s Version) Taylor Swift amerikai énekes negyedik újra felvett stúdióalbuma. A 2014-ben megjelent 1989 lemez újrafelvétele és 2023. október 27-én jelent meg, a Republic Records kiadásában. Az album azt követően született meg, hogy 2019-ben jogi vita alakult ki diszkográfiája maszterfelvételeiről. 2023. augusztus 9-én jelentette be, a The Eras Tour turné utolsó Los Angeles-i koncertjén.
Az 1989 (Taylor’s Version) egy, az 1980-as évek szintipopja által inspirált album, ami szintetizátorokra és ütőhangszerekre épül. Szerepel rajta az eredeti tizenhat dal összes újra felvett verziója és mellette tartalmaz öt, korábban ki nem adott számot, amiken a „From the Vault” (angolul: A Széfből) jelölés van feltüntetve. Swift, Jack Antonoff és Christopher Rowe voltak a lemez fő producerei, míg a 2014-es utómunkában résztvevő producerek közül Ryan Tedder, Noel Zancanella, Shellback és Imogen Heap tért vissza. Az album további kiadásain szerepel a Sweeter than Fiction (2013) filmzene és a Bad Blood (2015) remixe Kendrick Lamarral.
Zenekritikusok méltatták a lemezt, kiemelve Swift énekhangját, a produceri munkát és a kiadatlan dalokat is. Az album több kereskedelmi rekordot is megdöntött, 2023 legtöbb streamjével rendelkező albuma lett a megjelenés utáni első napon a Spotifyon, míg az Amazon Music történetének legjobb nyitónapját produkálta. Tizennégy országban lett listavezető, az Egyesült Államokban a megjelenés utáni első hetében 1,63 millió példányban kelt el, ami Swift pályafutásának legjobb eladási hete volt, az énekes tizenharmadik listavezető albuma a Billboard 200-on, rekordnak számító hatodik albuma sorozatban, amiből egy hét alatt elkelt legalább egy millió példány, rekord sorozatban hetedik albuma, ami az adott év legtöbb példányban elkelt albuma volt és a 21. századik legtöbb példányban elkelt hanglemez-albuma az első hétben. Az 1989 (Taylor’s Version) hét dala is elérte a Billboard Hot 100 első tíz helyét, az első három helyet az Is It Over Now?, a Now That We Don’t Talk és a „Slut!” foglalta el.

## Háttér

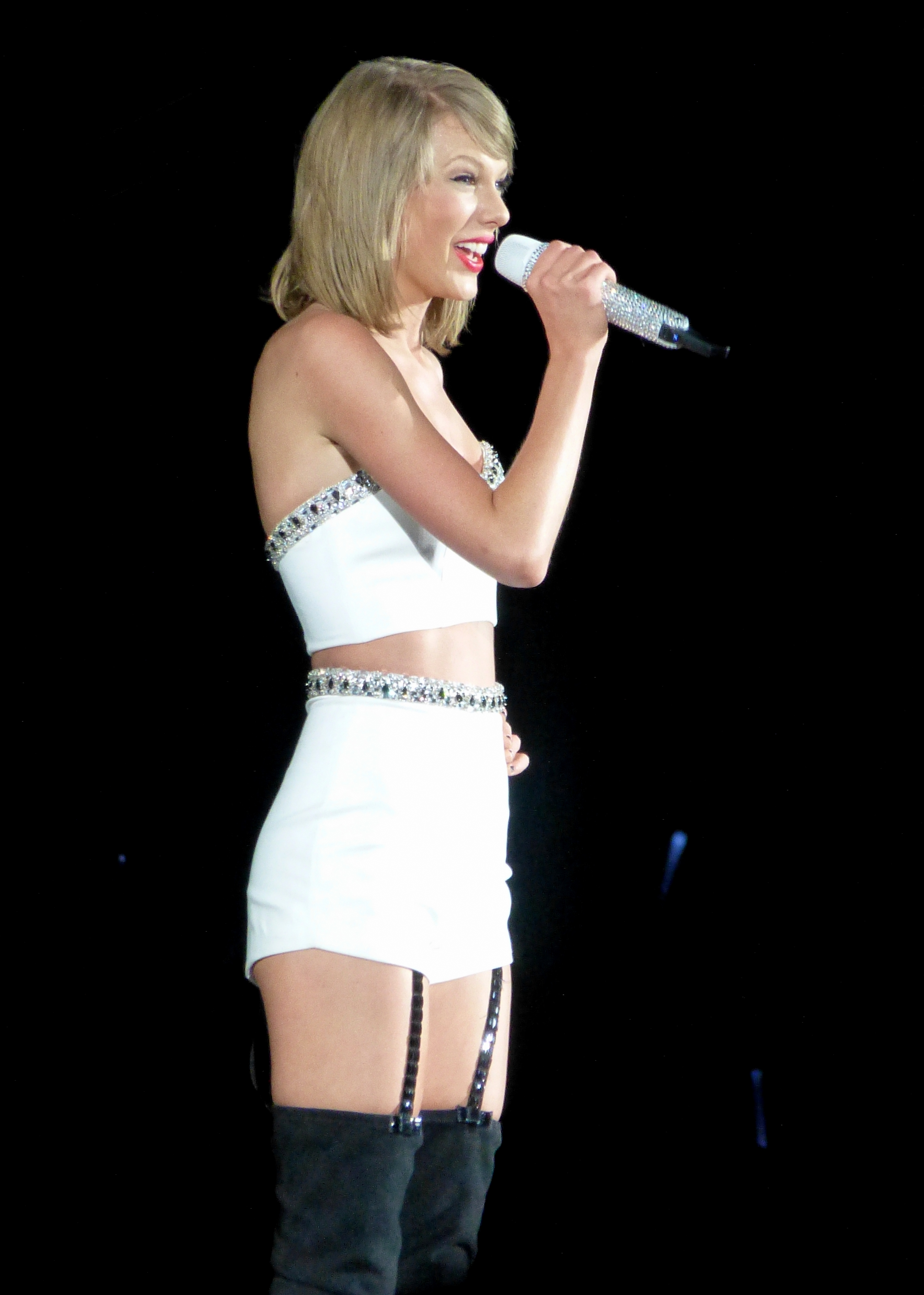
Swift 2015-ben, a The 1989 World Tour koncertturné közben

Taylor Swift 2014. október 27-én adta ki ötödik stúdióalbumot 1989 címen, a Big Machine Records kiadásában. A lemezt az 1980-as évek szintipopja inspirálta, azzal a céllal, hogy hangzását megváltoztassa, azt követően, hogy első négy albuma mind country stílusban íródott. Az albumot kritikusok méltatták és kereskedelmileg is kiemelkedően sikeres lett, első hetében 1,287 millió példányban kelt el. Három kislemeze, a Shake It Off, a Blank Space és a Bad Blood listavezetők lettek a Billboard Hot 100-on. Swift az első előadó lett, akinek három albumából is elkelt egy millió példány a megjelenés utáni első hétben, a 1989 volt az év első albuma, amiből legalább egy millió elkelt és tizenegy hétig volt a Billboard 200 élén. Az 58. Grammy-gálán a lemez elnyerte az Év albuma és a Legjobb popalbum díjakat, amivel az első női előadó lett, aki a korábbit többször is meg tudta nyerni.
Swift következő lemezét, a Reputationt 2017-ben adta ki, a 2018 novemberében lejáró szerződése utolsó lemezeként. Ezt követően elhagyta a Big Machine-t és aláírt a Republic Records lemezkiadóhoz, ahol tulajdonában volt minden dal maszterfelvétele, amit a szerződés folyamán készített. 2019-ben Scooter Braun amerikai üzletember megvette a Big Machine kiadót és ezzel Swift első hat albumának a jogai is az ő tulajdonába kerültek. 2019 augusztusában Swift bejelentette, hogy ennek következtében újra fel fogja venni első albumait, hogy tulajdonába kerüljenek a maszterfelvételek. 2020 novemberében kezdte meg a folyamatot. A Fearless (Taylor’s Version) volt az első, amit megjelentetett, 2021. április 9-én. Ezt a Red (Taylor’s Version) követte 2021. november 12-én, majd a Speak Now (Taylor’s Version) 2023. július 7-én. Mind a hármat méltatták a kritikusok és kereskedelmileg is sikeresek lettek, mind a Billboard 200 élén debütálva.
Az első újra felvett dal az albumról 2021. szeptember 17-én jelent meg, a Wildest Dreams (Taylor’s Version), azt követően, hogy a 2014-es szám sikereket ért el TikTokon. A This Love (Taylor’s Version) 2022. május 6-án jelent meg streaming platformokon. A Bad Blood (Taylor’s Version) egy részlete helyet kapott a DC Szuperállatok Ligája animációs filmben. A 2023-ban megjelent I Can See You videóklipben több utalás is látható volt a 1989-ra. A 2023-as Kacsalábon című film előzetesében lehetett hallani először az Out of the Woods (Taylor’s Version)-t, két héttel az album kiadása előtt.
Swift rajongói több utalást is észrevettek arra, hogy nemsokára bejelenti az énekes az albumot, a SoFi Stadionban előadott koncertjei közben, a The Eras Tour koncertturné során. 2023. augusztus 9-én, az utolsó estén a stadionban Swift több ruhája is kék színű volt és az akusztikus dalok előtt a kiosztott LED-karkötők is kéken villantak. Swift ezt követően jelentette be a koncerten a 1989 (Taylor’s Version)-t, mint a következő újra felvett lemez, azt mondva, hogy 2023. október 27-én fog megjelenni, pontosan kilenc évvel az eredeti után. A SoFi Stadion tetejét a bejelentés után kivilágították, az album címe is olvasható volt a stadionon.

## Dalszerzés és felvételek
A 1989 (Taylor’s Version) első kiadása 21 dalból áll, ami közé tartozik a tizenhárom dal újra felvett változata a 1989-ról, három újra felvett bónusz dal az eredeti album deluxe kiadásáról és az öt korábban ki nem adott „From the Vault” szám, amiket a 2014-es albumra írtak, de végül nem kerültek fel a lemezre. A Bad Blood 2015-ös remixének újra felvett verziója Kendrick Lamarral és a Sweeter than Fiction (2013), amit Swift és Jack Antonoff írtak A hang ereje című filmhez, bónusz dalként jelentek meg a deluxe kiadásokon.
A legtöbb újra felvett dal producerei Swift és Christopher Rowe voltak. A további producerek a lemezen Antonoff, Ryan Tedder, Noel Zancanella és Imogen Heap voltak, akik dolgoztak a 2014-es kiadáson is. Shellback svéd producer, aki több dalon is dolgozott 2014-ben Max Martin mellett, volt a Wildest Dreams (Taylor’s Version) producere. A Say Don’t Go kivételével az összes új dal szerzője és producere Swift és Antonoff voltak.

## Zene és szöveg

### Áttekintés
A 1989 (Taylor’s Version) egy szintipop album. Az NME szerint az albumot az 1980-as évek szintipopja inspirálta és hangzása „egyéni.” Több szakértő véleménye szerint is az egyetlen különbség a 1989 és a 1989 (Taylor’s Version) között, hogy Swift hangja gazdagabb lett és technikája fejlődött. A Clash szerint az újra felvett album hangszerelése sokkal „tisztább” és Swift énekhangja „talán eddigi legjobbja.” A Slant Magazine szakértője Jonathan Keefe több kisebb változást is észlelt: a Blank Space-en hallható tollkattogások kevésbé hangzanak úgy, mint egy golyóstoll, az „ah-ah-ah” refrén a New Romantics-on sokkal inkább staccato, a visszhangzások az Out of the Woodson sokkal jobban hallhatók és a Style gitárjátéka is megváltozott. Swift korábbi újra felvett lemezeivel ellentétben a 1989 (Taylor’s Version)-ön nincsenek új vendégelőadók.

### Az új dalok
Több szakértő véleménye szerint az öt új dal tökéletesen illett az 1989 eredeti, 1980-as évek által inspirált hangzásához. A The Line of Best Fit szakértője, Kelsey Barnes azt írta, hogy az új dalok más pop-alstílusokhoz tartoznak. Chris Willman (Variety) szerint viszont egyes dalokon a produceri munkát hallhatóan inspirálta a 2022-ben kiadott Midnights.
A „Slut!”, aminek címe hivatkozik arra, hogy Swifttel hogyan bánt a sajtó pályafutása során, egy romantikus kapcsolatról szól, amire Swift büszke és így nem érdekli, mit gondol róla a külvilág. Egy „álomszerű,” lassú popdal, „ragyogó” szintetizátorokkal és más hangszerekkel. A Say Don’t Go egy drámával töltött dal, intenzív szerelmes érzésekről, himnusszerű refrénnel és elkülönített hangmotívumokkal. Swift szerelme távozásáról ír. A Now That We Don’t Talk Swift diszkográfiájának legrövidebb dala, mindössze két és fél perc.
A Suburban Legends egy reményekkel teli, de sikertelen szerelemről énekel, a lemez többi dalához hasonlóan szintetizátorral készített zenei alapon. Az Is It Over Now? egy önelemző dal, ami egy kapcsolat végéről mesél, felsorolva a két fél által elkövetett hibákat, rossz emlékeket és beismeréseket. Sokan valószínűnek tartják, hogy Swift kapcsolatáról szól Harry Styles angol énekessel. Zeneileg egy „furcsa, panaszos” alapra épül, belső rímképletekkel.

## Népszerűsítés és megjelenés
A 1989 (Taylor’s Version) 2023. október 27-én jelent meg streaming platformokon, hanglemezként, magnókazettaként és CD-n. Swift negyedik újra kiadott lemeze. Az október 27-i kiadás 21 dalból áll, amik közül öt az 1989 eredeti felvételi időszakában készültek, de végül nem jelentek meg 2014-ben. A deluxe kiadáson, ami meglepetésként jelent meg, órákkal az első verzió után, szerepelt a Bad Blood remix újra felvett változata, Kendrick Lamar közreműködésével. Az album négy CD-kiadásban jelent meg, amiken mind más albumborító szerepelt. A Target amerikai üzletlánc volt az egyetlen, ami árulhatta azt a hanglemez kiadást, amin szerepelt a Sweeter than Fiction (Taylor’s Version). Percekkel azt követően, hogy az album megjelent streaming platformokon, az Apple Music és a Spotify is összeomlott az album által generált forgalom miatt.
2023. szeptember 19-én Swift megosztott egy rövid videót, amiben a „T–S–!–U–L” betűsor került elő egy kék színű széfből, amikre a rajongók és szakértők reakciója is az volt, hogy ez valószínűleg utalás lehet az egyik korábban ki nem adott dalra. Swift ezek mellett együttműködött a Google kereső szolgáltatásával, aminek részeként rajongói különböző szórejtvényeket oldhattak meg, azzal a céllal, hogy megtudhassák a korábban ki nem adott dalok címeit. Amikor valaki „Taylor Swift”-re keresett a keresőmotorban, megjelent egy animált, kék széf, amire ha az ember rákattintott, 89 különböző rejtvényt dobott fel, egyes esetekben kisebb segítségekkel, utalásokkal együtt. A dalok címeit akkor tervezte bejelenteni Swift, mikor rajongói megoldottak 33 millió rejtvényt. Ugyan nem sokkal az elindulása után a szolgáltatás összeomlott, a rajongók kevesebb, mint egy nap alatt elérték a kitűzött határt. Az öt dalból négynek a címét osztották meg: Is It Over Now?, Now That We Don’t Talk, Say Don’t Go, Suburban Legends. Nem sokkal később Swift megosztotta az album hátoldalát, amin szerepelt a teljes számlista, ezzel megerősítve, hogy az utolsó új dal címe „Slut!” lesz. A dal október 27-én, az albummal egyidőben kislemezként is megjelent, míg az Is It Over Now?-t október 31-én nyújtották be amerikai kortárs slágerrádióknak.

## Kritika
A 1989 (Taylor’s Version)-t zenekritikusok méltatták. A Metacritic weboldalon, ami 100 pontból ad értékelést albumoknak, a lemez 90-et kapott, 15 kritika alapján.
Hollie Geraghty (NME), Neil McCormick (The Daily Telegraph) és Ludovic Hunter-Tilney (Financial Times) is Swift legjobb albumának nevezte a 1989 (Taylor’s Version)-t. Geraghty véleménye szerint az album tökéletesített slágerekből áll, míg McCormick kifogástalannak nevezte, méltatva a korábban ki nem adott dalokat. Hunter-Tilney azt írta, hogy az album dokumentálja „a fiatal felnőtt éveket, az ember életének legélénkebb és legtöbb hibát tartalmazó időszakát, a tökéletes popdal mérnökölt környezetében.” Will Hodgkinson (The Times) „pop mestermunkának” nevezte a lemezt. Ed Power az i szerzője az „élénk, hetyke, okos és fülbemászó” szavakkal jellemezte, Swift legjobb dalszerzésének nevezve a dalokat.
Kelsey Barnes (The Line of Best Fit) az albumot egy „csiszolt” pop lemeznek nevezte, kiemelve, hogy nincsenek nagy, szembetűnő változtatások az eredeti albumhoz képest: „Swift énekhangja sokkal erőteljesebb, mint valaha.” Rachel Aroesti (The Guardian) szerint Swift vokálja „gazdagabb és érettebb, de nem zavaróan” és a korábban ki nem adott dalok sokat adnak egy remekműhöz. A Rolling Stone szakértői Angie Martoccio és Mark Sutherland méltatták Swift énekhangját és az új dalokat, Martoccio szerint 2014-ben sok magazin, mint a Pitchfork, nem vették komolyan az albumot, de, hogy az új kiadása sokkal jobb, míg Sutherland azt írta, hogy a 1989 1989 legjobb popalbuma lehetett volna és a Taylor’s Version könnyen 2023 legjobb popalbuma lehet.
Alex Berry (Clash) méltatta a „kitűnő” új dalokat a lemezen. Ehhez hasonlóan Elizabeth Braaten (Paste) kijelentette, hogy ezek a számok Swift legjobb újra felvett albumává tették a 1989 (Taylor’s Version)-t. Alex Hopper az albumot „meglepően időtlennek” nevezte, azt mondva, hogy ugyanolyan frissnek hangzik, mint 2014-ben, retro elemei ellenére. Adam White hiányolta Max Martint, mint az album producere és szerinte Swift jobb énekhangja sokat elvett a 2014-es lemez eredetiségéből. Ettől függetlenül páratlannak nevezte az albumot. Shaad D’Souza (Pitchfork) szerint művészileg az album nem ad sokat Swift diszkogárfiájához és az új számok sokkal gyengébbek az eredeti albumhoz képest.

## Számlista
| 1989 (Taylor's Version) | 1989 (Taylor's Version)                                    | 1989 (Taylor's Version)           | 1989 (Taylor's Version)            | 1989 (Taylor's Version) | 1989 (Taylor's Version) | 1989 (Taylor's Version) | 1989 (Taylor's Version) | 1989 (Taylor's Version) | 1989 (Taylor's Version) |
|                         | Cím                                                        | Szerző(k)                         | Producer(ek)                       | Hossz                   |                         |                         |                         |                         |                         |
| ----------------------- | ---------------------------------------------------------- | --------------------------------- | ---------------------------------- | ----------------------- | ----------------------- | ----------------------- | ----------------------- | ----------------------- | ----------------------- |
| 1.                      | Welcome to New York (Taylor’s Version)                     | Taylor Swift Ryan Tedder          | Swift Tedder Noel Zancanella       | 3:32                    |                         |                         |                         |                         |                         |
| 2.                      | Blank Space (Taylor’s Version)                             | Swift Max Martin Shellback        | Swift Christopher Rowe Sam Holland | 3:51                    |                         |                         |                         |                         |                         |
| 3.                      | Style (Taylor’s Version)                                   | Swift Martin Shellback Ali Payami | Swift Rowe                         | 3:51                    |                         |                         |                         |                         |                         |
| 4.                      | Out of the Woods (Taylor’s Version)                        | Swift Jack Antonoff               | Swift Antonoff                     | 3:55                    |                         |                         |                         |                         |                         |
| 5.                      | All You Had to Do Was Stay (Taylor’s Version)              | Swift Martin                      | Swift Rowe                         | 3:13                    |                         |                         |                         |                         |                         |
| 6.                      | Shake It Off (Taylor’s Version)                            | Swift Martin Shellback            | Swift Rowe Holland                 | 3:39                    |                         |                         |                         |                         |                         |
| 7.                      | I Wish You Would (Taylor’s Version)                        | Swift Antonoff                    | Swift Antonoff                     | 3:27                    |                         |                         |                         |                         |                         |
| 8.                      | Bad Blood (Taylor’s Version)                               | Swift Martin Shellback            | Swift Rowe                         | 3:31                    |                         |                         |                         |                         |                         |
| 9.                      | Wildest Dreams (Taylor’s Version)                          | Swift Martin Shellback            | Swift Rowe Shellback               | 3:40                    |                         |                         |                         |                         |                         |
| 10.                     | How You Get the Girl (Taylor’s Version)                    | Swift Martin Shellback            | Swift Rowe                         | 4:07                    |                         |                         |                         |                         |                         |
| 11.                     | This Love (Taylor’s Version)                               | Swift                             | Swift Rowe                         | 4:10                    |                         |                         |                         |                         |                         |
| 12.                     | I Know Places (Taylor’s Version)                           | Swift Tedder                      | Swift Tedder Zancanella            | 3:15                    |                         |                         |                         |                         |                         |
| 13.                     | Clean (Taylor’s Version)                                   | Swift Imogen Heap                 | Swift Heap                         | 4:31                    |                         |                         |                         |                         |                         |
| 14.                     | Wonderland (Taylor’s Version)                              | Swift Martin Shellback            | Swift Rowe                         | 4:05                    |                         |                         |                         |                         |                         |
| 15.                     | You Are in Love (Taylor’s Version)                         | Swift Antonoff                    | Swift Antonoff                     | 4:27                    |                         |                         |                         |                         |                         |
| 16.                     | New Romantics (Taylor’s Version)                           | Swift Martin Shellback            | Swift Rowe                         | 3:50                    |                         |                         |                         |                         |                         |
| 17.                     | „Slut!” (Taylor’s Version) (From the Vault)                | Swift Antonoff Patrik Berger      | Swift Antonoff Berger              | 3:00                    |                         |                         |                         |                         |                         |
| 18.                     | Say Don’t Go (Taylor’s Version) (From the Vault)           | Swift Diane Warren                | Swift Antonoff                     | 4:39                    |                         |                         |                         |                         |                         |
| 19.                     | Now That We Don’t Talk (Taylor’s Version) (From the Vault) | Swift Antonoff                    | Swift Antonoff                     | 2:26                    |                         |                         |                         |                         |                         |
| 20.                     | Suburban Legends (Taylor’s Version) (From the Vault)       | Swift Antonoff                    | Swift Antonoff                     | 2:51                    |                         |                         |                         |                         |                         |
| 21.                     | Is It Over Now? (Taylor’s Version) (From the Vault)        | Swift Antonoff                    | Swift Antonoff                     | 3:49                    |                         |                         |                         |                         |                         |
| 77:49                   |                                                            |                                   |                                    |                         |                         |                         |                         |                         |                         |

| 1989 (Taylor's Version) – Deluxe | 1989 (Taylor's Version) – Deluxe                              | 1989 (Taylor's Version) – Deluxe | 1989 (Taylor's Version) – Deluxe | 1989 (Taylor's Version) – Deluxe | 1989 (Taylor's Version) – Deluxe | 1989 (Taylor's Version) – Deluxe | 1989 (Taylor's Version) – Deluxe | 1989 (Taylor's Version) – Deluxe | 1989 (Taylor's Version) – Deluxe |
|                                  | Cím                                                           | Szerző(k)                        | Producer(ek)                     | Hossz                            |                                  |                                  |                                  |                                  |                                  |
| -------------------------------- | ------------------------------------------------------------- | -------------------------------- | -------------------------------- | -------------------------------- | -------------------------------- | -------------------------------- | -------------------------------- | -------------------------------- | -------------------------------- |
| 22.                              | Bad Blood (Taylor’s Version; Kendrick Lamar közreműködésével) | Swift Lamar Martin Shellback     | Swift Rowe                       | 3:20                             |                                  |                                  |                                  |                                  |                                  |
| 81:09                            |                                                               |                                  |                                  |                                  |                                  |                                  |                                  |                                  |                                  |

| 1989 (Taylor's Version) – Tangerine Edition | 1989 (Taylor's Version) – Tangerine Edition | 1989 (Taylor's Version) – Tangerine Edition | 1989 (Taylor's Version) – Tangerine Edition | 1989 (Taylor's Version) – Tangerine Edition | 1989 (Taylor's Version) – Tangerine Edition | 1989 (Taylor's Version) – Tangerine Edition | 1989 (Taylor's Version) – Tangerine Edition | 1989 (Taylor's Version) – Tangerine Edition | 1989 (Taylor's Version) – Tangerine Edition |
|                                             | Cím                                         | Szerző(k)                                   | Producer(ek)                                | Hossz                                       |                                             |                                             |                                             |                                             |                                             |
| ------------------------------------------- | ------------------------------------------- | ------------------------------------------- | ------------------------------------------- | ------------------------------------------- | ------------------------------------------- | ------------------------------------------- | ------------------------------------------- | ------------------------------------------- | ------------------------------------------- |
| 22.                                         | Sweeter than Fiction (Taylor’s Version)     | Swift Antonoff                              | Swift Antonoff                              | 3:54                                        |                                             |                                             |                                             |                                             |                                             |
| 81:43                                       |                                             |                                             |                                             |                                             |                                             |                                             |                                             |                                             |                                             |

## Közreműködők
Zenészek
| - Taylor Swift – vokál (összes), háttérénekes (összes), taps (6), szívdobogás (9) - Ryan Tedder – háttérénekes, zongora, szintetizátor (1, 12); akusztikus gitár, dob programozás, elektromos gitár, programozás (12) - Noel Zancanella – dob programozás, szintetizátor (1, 12), basszusgitár, programozás (12) - Mike Meadows – szintetizátor (2, 3, 5, 6, 8–10, 14, 16, 22), akusztikus gitár (2, 3, 5, 8, 10, 11, 14, 16, 22), elektromos gitár (2, 3, 16), háttérénekes (6), szintetizátor programozás (9) - Amos Heller – basszusgitár (2, 3, 5, 6, 9–11, 14, 16), szintetizátor basszus (22) - Dan Burns – dob programozás, szintetizátor basszus, szintetizátor (2, 3, 5, 8, 10, 14, 16, 22); programozás (3), szintetizátor programozás (9) - Matt Billingslea – dob programozás (2, 3, 5, 8, 10, 14, 16, 22), dobok (2, 3, 5, 8–11, 14, 16, 22), ütőhangszerek (6, 9) - Max Bernstein – elektromos gitár (2, 3, 5, 10, 14, 16), szintetizátor (2, 3, 6–11, 14, 16, 22), akusztikus gitár (3, 14, 16), szintetizátor programozás (9) - Derek Garten – programozás (2, 3, 5, 6, 8, 10, 14, 16, 22) - Brian Pruitt – dob programozás, dobok (2, 5, 10, 14, 16) - Christopher Rowe – háttérénekes (2, 6, 8, 22), trombita (6) - Jack Antonoff – programozás (4, 7, 15, 16, 18–21), szintetizátor (4, 7, 15, 17–21), elektromos gitár (4, 7, 15, 18, 19); basszusgitár (4, 7, 15), dobok (4, 7, 15); akusztikus gitár (4, 18), háttérénekes (17, 18, 20, 21); mellotron, ütőhangszerek (18) - Mikey Freedom Hart – szintetizátor (4, 7, 15, 18–21), elektromos gitár (4, 7, 15, 18–20), programozás (4, 7, 15, 18, 19), akusztikus gitár (4, 15), háttérénekes (7), basszusgitár (18, 19), zongora (18–20), orgona (20) - Evan Smith – szintetizátor (4, 7, 15, 18–21), programozás (4, 7, 15, 18, 19), háttérénekes (4), szaxofon (18–21), elektromos gitár (20) | - Michael Riddleberger – dobok, ütőhangszerek (4, 7, 15, 18–21) - Sean Hutchinson – dobok, ütőhangszerek (4, 7, 15, 18–21); programozás (15) - Zem Audu – szintetizátor (4, 7, 15, 18–21) - Mattias Bylund – szintetizátor (6, 9), vonós hangszerelés (9) - Paul Sidoti – elektromos gitár (6, 10, 11), háttérénekes (6) - Wojtek Goral – altszaxofon, baritonszaxofon (6) - Robert Allen – háttérénekes, taps (6) - Tomas Jönsson – baritonszaxofon, tenorszaxofon (6) - Johan Schuster – dobok, hangeffektusok (6) - Lowell Reynolds – programozás (6) - Peter Noos Johansson – harsona, tuba (6) - Janne Bjerger – trombita (6) - Magnus Johansson – trombita (6) - David Bukovinszky – cselló (9) - Mattias Johansson – hegedű (9) - Orion Meshorer – akusztikus gitár, elektromos gitár (12) - Imogen Heap – háttérénekes, dobok, kalimba, billentyűk, ütőhangszerek, programozás, vibrafon (13) - Patrik Berger – basszusgitár, elektromos gitár, programozás, szintetizátor (17) - Ilya Salmanzadeh – háttérénekes (22) - Kendrick Lamar – vokál (22) |

Utómunka
| - Randy Merrill – maszterelés - Ryan Smith – maszterelés (1–8, 10–22) - Serban Ghenea – keverés - Rich Rich – hangmérnök (1, 12) - Ryan Tedder – hangmérnök (1, 12) - Derek Garten – hangmérnök, vágás (2, 3, 5, 6, 8, 10, 11, 14, 16, 22) - Christopher Rowe – hangmérnök (4, 7, 15), vokálhangmérnök (1–3, 5, 6, 8–14, 22) - Laura Sisk – hangmérnök (4, 7, 15, 17–22) - Jack Antonoff – hangmérnök (4, 7, 15, 17–21) - David Hart – hangmérnök (4, 7, 15, 18–21) - Evan Smith – hangmérnök (4, 7, 15, 18–21) - Michael Riddleberger – hangmérnök (4, 7, 15, 18–21) - Mikey Freedom Hart – hangmérnök (4, 7, 15, 18–21) - Sean Hutchinson – hangmérnök (4, 7, 15, 18–21) - Zem Audu – hangmérnök (4, 7, 15, 18–21) - Oli Jacobs – hangmérnök (4, 7, 15, 18) | - Lowell Reynolds – hangmérnök (6), vágás (6, 11), asszisztens hangmérnök (11) - Mattias Bylund – hangmérnök, vágás (6, 9) - David Payne – hangmérnök (11) - Imogen Heap – hangmérnök (13) - Ray Charles Brown Jr. – hangmérnök (22) - Bryce Bordone – keverési hangmérnök (1–8, 10, 11, 2) - John Hanes – keverési hangmérnök (9) - Dan Burns – további hangmérnök (2, 3, 5, 8, 10, 11, 14, 16, 22) - Jack Manning – asszisztens hangmérnök (4, 7, 15, 17–21) - Jon Sher – asszisztens hangmérnök (4, 7, 15, 17–21) - Megan Searl – asszisztens hangmérnök (4, 7, 15, 17–21) - Joey Miller – asszisztens hangmérnök (4, 7, 15) - Jozef Caldwell – asszisztens hangmérnök (4, 7, 15) - Jacob Spitzer – asszisztens hangmérnök (22) - John Turner – asszisztens hangmérnök (22) |

## Slágerlisták
| Slágerlista (2023)                           | Legmagasabb pozíció |
| -------------------------------------------- | ------------------- |
| Ausztrália (ARIA)                            | 1                   |
| Ausztria (Ö3 Austria Top 40)                 | 1                   |
| Belgium (Ultratop Flandria)                  | 1                   |
| Belgium (Ultratop Vallónia)                  | 1                   |
| Csehország (ČNS IFPI Albums Top 100)         | 2                   |
| Dánia (Hitlisten Album Top 40)               | 1                   |
| Egyesült Királyság (UK Albums Chart)         | 1                   |
| Egyesült Királyság (Scottish Albums)         | 1                   |
| Finnország (Suomen virallinen lista)         | 2                   |
| Franciaország (SNEP Album Top 100)           | 1                   |
| Hollandia (Dutch Charts Album Top 100)       | 1                   |
| Izland (Plötutíðindi)                        | 2                   |
| Írország (IRMA)                              | 1                   |
| Japán (Oricon)                               | 11                  |
| Japán (Oricon Combined Albums)               | 13                  |
| Japán (Billboard Japan)                      | 12                  |
| Kanada (Billboard Canadian Albums Chart)     | 1                   |
| Litvánia (AGATA)                             | 2                   |
| Lengyelország (ZPAV Album Top 50)            | 2                   |
| Magyarország (MAHASZ Top 40 albumlista)      | 2                   |
| Németország (Offizielle Top 100)             | 1                   |
| Norvégia (VG-lista Album Top 40)             | 1                   |
| Olaszország (FIMI Album Top 20)              | 1                   |
| Portugália (AFP Top 30 Albums)               | 1                   |
| Spanyolország (PROMUSICAE Top 100 Álbumes)   | 1                   |
| Svédország (Sverigetopplistan Top 60 Albums) | 1                   |
| Szlovákia (ČNS IFPI)                         | 2                   |
| USA Billboard 200                            | 1                   |
| Új-Zéland (RMNZ)                             | 1                   |

## Minősítések
| Régió                                                            | Minősítés       | Eladott példányszám |
| ---------------------------------------------------------------- | --------------- | ------------------- |
| Ausztrália (ARIA)                                                | 2x Platinalemez | 140 000‡            |
| Ausztria (IFPI Austria)                                          | Aranylemez      | 7 500‡              |
| Dánia (IFPI Danmark)                                             | Aranylemez      | 10 000‡             |
| Egyesült Királyság (BPI)                                         | Platinalemez    | 300 000‡            |
| Franciaország (SNEP)                                             | Platinalemez    | 100 000‡            |
| Olaszország (FIMI)                                               | Aranylemez      | 25 000‡             |
| Spanyolország (PROMUSICAE)                                       | Aranylemez      | 20 000‡             |
| Új-Zéland (RMNZ)                                                 | 2x Platinalemez | 30 000‡             |
| ‡ Eladási+streaming példányszámok kizárólag a minősítés alapján. |                 |                     |

## Kiadások
| Régió       | Dátum             | Formátum(ok)                                           | Kiadás    | Kiadó    | For.    |
| ----------- | ----------------- | ------------------------------------------------------ | --------- | -------- | ------- |
| Világszerte | 2023. október 27. | magnókazetta CD digitális letöltés streaming hanglemez | Eredeti   | Republic | [ 108 ] |
| Világszerte | 2023. október 27. | hanglemez                                              | Tangerine | Republic | [ 70 ]  |
| Világszerte | 2023. október 27. | digitális letöltés streaming                           | Deluxe    | Republic | [ 109 ] |